# Clouds of Witness
Clouds of Witness é um romance de Dorothy L. Sayers publicado em 1926 por T. Fisher Unwin.